# Brachiaria ruziziensis
Brachiaria ruziziensis là một loài thực vật có hoa trong họ Hòa thảo. Loài này được Germ. & C.M.Evrard mô tả khoa học đầu tiên năm 1953.